# Diagrama de blocs
|  | No s'ha de confondre amb diagrama de flux. |

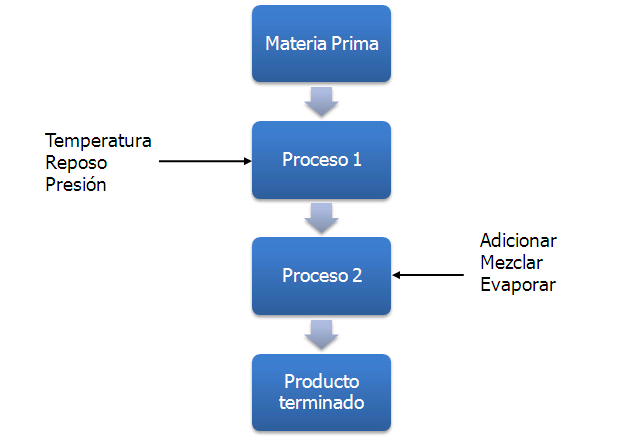
Un diagrama de blocs de processos de producció.

El diagrama de blocs és la representació gràfica del funcionament intern d'un sistema, que es fa mitjançant blocs i les seves relacions, i que, a més, defineixen l'organització de tot el procés intern, les seves entrades i les seves sortides.

## Tipus
Un diagrama de blocs de processos de producció és un diagrama utilitzat per indicar la manera com s'elabora cert producte alimentari, especificant la matèria primera, la quantitat de processos i la forma en què es presenta el producte acabat.
Un diagrama de blocs de model matemàtic és l'utilitzat per representar el control de sistemes físics (o reals) mitjançant un model matemàtic, en el qual, intervenen gran quantitat de variables que es relacionen en tot el procés de producció. El model matemàtic que representa un sistema físic d'alguna complexitat comporta a l'abstracció entre la relació de cadascuna de les seves parts, i que condueixen a la pèrdua del concepte global.
En enginyeria de control, s'han desenvolupat una representació gràfica de les parts d'un sistema i les seves interaccions. Després de la representació gràfica del model matemàtic, es pot trobar la relació entre l'entrada i la sortida del procés del sistema.

## Elaboració
El primer bloc especifica la matèria primera de la qual prové el producte. Els següents blocs són processos escrits de manera infinitiva i porten sempre o una indicació de procés (esquerra) i despeses màssics (dreta)
- Les indicacions de procés són variants del tipus físiques que s'han de considerar perquè el producte sigui d'elaboració adequada. Cada país té els seus propis estàndards per elaborar productes. Les indicacions de procés són bàsicament la temperatura, la pressió i els temps de repòs.
- Les despeses màssics són addiccions de certes substàncies alienes a la matèria primera auxiliars a un procés.